# Tirà d'ulleres

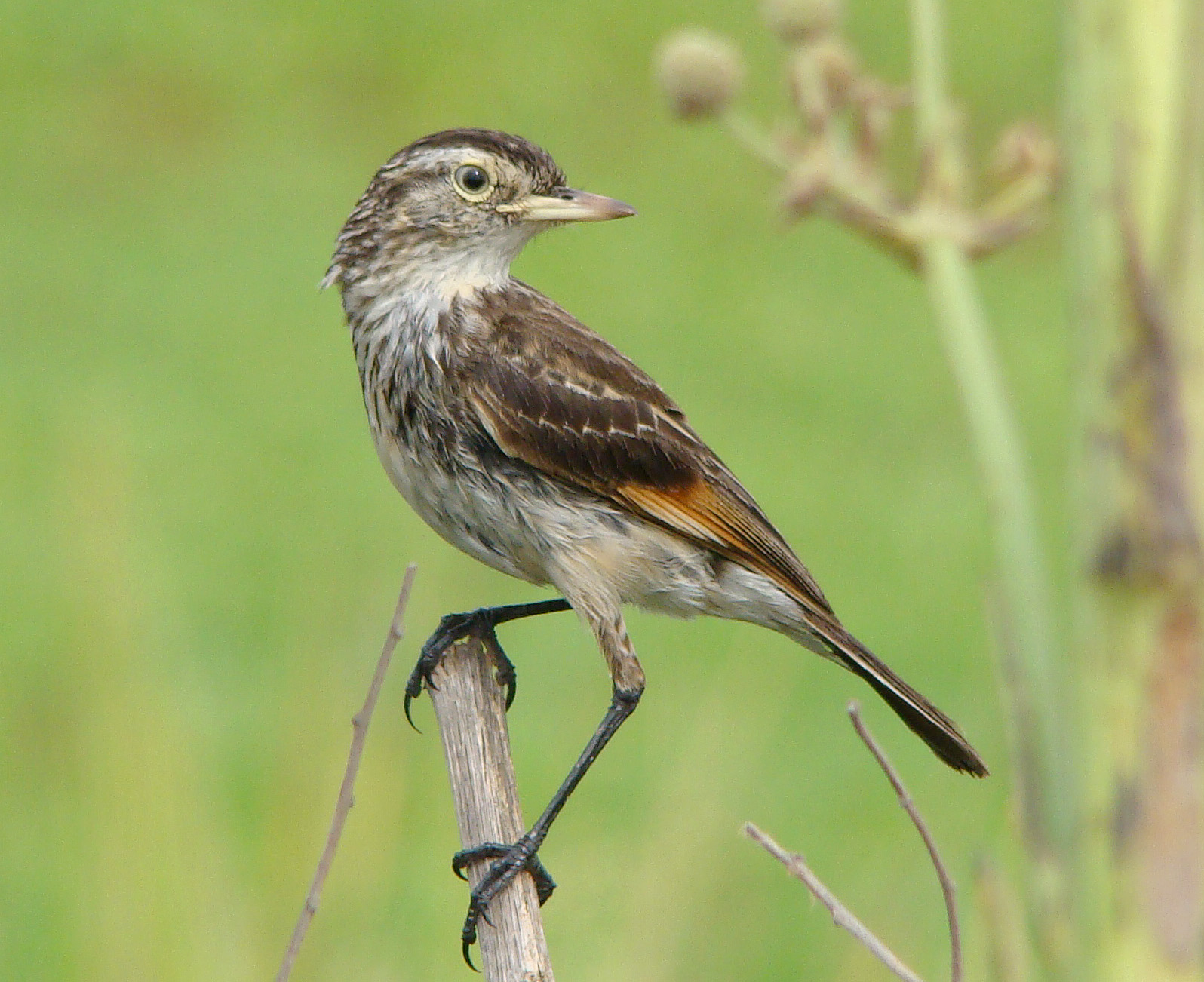
Femella

El tirà d'ulleres (Hymenops perspicillatus) és una espècie d'ocell de la família dels tirànids (Tyrannidae) i única espècie del gènere Hymenops. Habita zones pantanoses de Sud-amèrica, a Xile, nord, est i sud-est de Bolívia, el Paraguai, sud del Brasil, Uruguai i nord i centre de l'Argentina.